# SANCTUARY II 〜Minori Chihara Best Album〜
『SANCTUARY II 〜Minori Chihara Best Album〜』（サンクチュアリィ・ツー ミノリ チハラ ベスト アルバム）は、茅原実里の3枚目のベストアルバム。2020年2月5日にLantisから発売された。

## 概要
2019年11月18日に行われた茅原のデビュー15周年記念コンサート「15th Anniversary Minori Chihara Birthday Live ～Everybody Jump!!～」にて15周年記念企画の一つとして発表された。
第1ディスクは前作のベスト・アルバム「SANCTUARY 〜Minori Chihara Best Album〜」以降の「会いたかった空」から「エイミー」までのシングルとアルバムリード曲8曲に茅原本人が「名刺代わりになる曲」として選曲した過去のシングル曲6曲とデビュー15周年記念新曲「We are stars!」の全15曲、第2ディスクは初のキャラクターソングベストとして過去のキャラクターソング15曲を収録、こちらも茅原本人が選曲している。
ジャケットはパズルのピースでスタートしたシングル「純白サンクチュアリィ」、ピースがはじけ飛び未来へ向かうベストアルバム「SANCTUARY」のコンセプトを踏襲しており、白いドレスを着用した茅原とほぼ裸体の茅原とパズルのドレスを着用したマネキンの写真を重ね、パズルのピースのドレスやイヤリング・ブレスレットをまとってピースが弾けていく又は集まっている様に見える複数の解釈が出来る形としている。
2020年1月21日にはプレス工場のメモリーテック御殿場工場に茅原が来訪し、ファンへのサプライズとして出荷前のアルバムのブックレット150枚に直筆サインを行い工場来訪時の模様はMUSIC ON! TVの特別番組「M-ON! SPECIAL『茅原実里』～SANCTUARYII～」にて放送された。

## 音楽性
リード曲「We are stars!」はデビュー15周年記念ソングとして、感動系ではなく今の自身に出来るアグレッシブな攻め方の楽曲とする方向性で制作され「誕生」をテーマとしてこれまで茅原の楽曲を担当した畑亜貴・田代智一・黒須克彦が所属するQ-MHzにオファーし、ロックで攻撃的なサウンドや、台詞やラップを盛り込んだ内容となっておりキャラクターソング「雪、無音、窓辺にて。」とリンクした台詞からの歌い出し等ファンがドキッとする演出も挟まれている。今まで聞いたことないような歌であって欲しいという想いとともに「誕生」「世界に対する大きな愛」の根本のテーマと「みんなで駆けていくような、戦っちゃうような力が有ってもいい」想いを込めた物となっている。
ミュージックビデオは台詞・ラップ・メインの3パートに分かれておりメインパートはビル屋上にてシックなメンズテイストの衣装でバンドと共演し、台詞パートは髪を一本にまとめ大人っぽい衣装で汐留周辺を闊歩し、ラップパートは渋谷のクラブにてハイブランドの衣装を着て遊ぶ構成となっている。

## 収録曲

### DISC 1
| #         | タイトル                 | 作詞         | 作曲      | 編曲      | 時間  |
| --------- | ------------------------ | ------------ | --------- | --------- | ----- |
| 1.        | 「純白サンクチュアリィ」 | 畑亜貴       | 菊田大介  | 菊田大介  | 4:52  |
| 2.        | 「Paradise Lost」        | 畑亜貴       | 菊田大介  | 菊田大介  | 4:41  |
| 3.        | 「TERMINATED」           | 畑亜貴       | 菊田大介  | 菊田大介  | 4:20  |
| 4.        | 「SELF PRODUCER」        | こだまさおり | 菊田大介  | 菊田大介  | 5:08  |
| 5.        | 「境界の彼方」           | 畑亜貴       | 菊田大介  | 菊田大介  | 4:51  |
| 6.        | 「FOOL THE WORLD」       | 松井洋平     | 倉内達矢  | 倉内達矢  | 4:39  |
| 7.        | 「会いたかった空」       | 畑亜貴       | 菊田大介  | 藤田淳平  | 5:23  |
| 8.        | 「ありがとう、だいすき」 | 畑亜貴       | rino      | Evan Call | 5:18  |
| 9.        | 「恋」                   | 茅原実里     | 堀江晶太  | 堀江晶太  | 4:28  |
| 10.       | 「Love Blossom」         | 茅原実里     | 黒須克彦  | 黒須克彦  | 5:28  |
| 11.       | 「みちしるべ」           | 茅原実里     | 菊田大介  | 菊田大介  | 4:48  |
| 12.       | 「Remained dream」       | 畑亜貴       | 菊田大介  | 菊田大介  | 4:14  |
| 13.       | 「夢幻SPIRAL」           | 茅原実里     | 菊田大介  | 菊田大介  | 4:26  |
| 14.       | 「エイミー」             | 茅原実里     | 菊田大介  | 菊田大介  | 4:56  |
| 15.       | 「We are stars!」        | Q-MHz        | Q-MHz     | Q-MHz     | 4:53  |
| 合計時間: | 合計時間:                | 合計時間:    | 合計時間: | 合計時間: | 72:25 |

### DISC 2
| #         | タイトル                                                                     | 作詞       | 作曲                | 編曲       | 時間  |
| --------- | ---------------------------------------------------------------------------- | ---------- | ------------------- | ---------- | ----- |
| 1.        | 「負けない」(棗亜夜（CV.茅原実里）)                                          | 木本慶子   | 牧野信博            | 牧野信博   | 5:11  |
| 2.        | 「雪、無音、窓辺にて。」(長門有希（CV.茅原実里）)                            | 畑亜貴     | 田代智一            | 上松範康   | 4:27  |
| 3.        | 「Only Lonely Rain」(鷹花スミレ（CV.茅原実里）)                              | 畑亜貴     | 鶴田勇気/日比野元気 | 鶴田勇気   | 4:09  |
| 4.        | 「桜舞うこの約束の地で」(軽音楽部の生徒（CV.茅原実里）)                      | 金月龍之介 | 横山マサル          | 横山マサル | 3:44  |
| 5.        | 「覚悟決めや!」(張飛益徳（CV.茅原実里）)                                     | 有森聡美   | 前澤寛之            | 前澤寛之   | 4:13  |
| 6.        | 「黙っと休み時間」(岩崎みなみ（CV.茅原実里）)                                | 畑亜貴     | 綾原圭二            | 近藤昭雄   | 5:08  |
| 7.        | 「桜笑み君想う」(白河ななか（CV.茅原実里）)                                  | rino       | 黒須克彦            | 黒須克彦   | 4:07  |
| 8.        | 「過度の期待にご用心。 (もしもチアキが歌ったらVer.)」(南千秋（CV.茅原実里）) | うらん     | 山口朗彦            | 大久保薫   | 4:38  |
| 9.        | 「逃しません・・・ですわ!」(龍門渕透華（CV.茅原実里）)                       | 畑亜貴     | 田代智一            | 近藤昭雄   | 4:31  |
| 10.       | 「BE TOGETHER」(中川美風（CV.茅原実里）)                                     | 小室みつ子 | 小室哲哉            | 菊田大介   | 4:37  |
| 11.       | 「通し道歌」(ホライゾン・アリアダスト（CV.茅原実里）)                        | 川上稔     | 加藤達也            | 加藤達也   | 1:13  |
| 12.       | 「Because of "S"adness」(名瀬美月（CV.茅原実里）)                            | 松井洋平   | 渡辺未来            | 渡辺未来   | 4:22  |
| 13.       | 「NAME OF FLOWER」(イチヒメ（CV.茅原実里）)                                  | 松井洋平   | 矢吹香那            | 前口渉     | 4:53  |
| 14.       | 「My Treasure」(誘宵美九（CV.茅原実里）)                                     | 渡部紫緒   | 坂部剛              | 坂部剛     | 6:19  |
| 15.       | 「Borderless journey」(鹿島乃亜（CV.茅原実里）)                              | 畑亜貴     | 齋藤真也            | 齋藤真也   | 4:34  |
| 合計時間: | 合計時間:                                                                    | 合計時間:  | 合計時間:           | 合計時間:  | 66:06 |

## メディアでの使用
| 純白サンクチュアリィ                               | OVA『K-G.2 キディ・グレイド2 パイロット映像』テーマソング                                            |
| Paradise Lost                                      | テレビアニメ『喰霊―零―』オープニングテーマ                                                           |
| TERMINATED                                         | テレビアニメ『境界線上のホライゾン』オープニングテーマ                                               |
| SELF PRODUCER                                      | テレビアニメ『お兄ちゃんだけど愛さえあれば関係ないよねっ』オープニングテーマ                         |
| 境界の彼方                                         | テレビアニメ『境界の彼方』オープニングテーマ                                                         |
| FOOL THE WORLD                                     | テレビアニメ『ノブナガ・ザ・フール』前期オープニングテーマ                                           |
| 会いたかった空                                     | アニメ映画『劇場版 境界の彼方 -I'LL BE HERE- 未来篇』主題歌                                          |
| ありがとう、だいすき                               | テレビアニメ『長門有希ちゃんの消失』エンディングテーマ                                               |
| 恋                                                 | テレビ東京『ヨソで言わんとい亭 〜ココだけの話が聞ける（秘）料亭〜』2015年10-12月期エンディングテーマ |
| みちしるべ                                         | テレビアニメ『ヴァイオレット・エヴァーガーデン』エンディングテーマ                                   |
| Remained dream                                     | テレビアニメ『フルメタル・パニック! Invisible Victory』第8話エンディングテーマ                       |
| エイミー                                           | アニメ映画『ヴァイオレット・エヴァーガーデン 外伝 -永遠と自動手記人形-』主題歌                       |
| 負けない                                           | OVA「天上天下 ULTIMATE FIGHT」エンディングテーマ                                                     |
| 雪、無音、窓辺にて。                               | テレビアニメ『涼宮ハルヒの憂鬱』キャラクターソング                                                   |
| Only Lonely Rain                                   | テレビアニメ『Venus Versus Virus』キャラクターソング                                                 |
| 桜舞うこの約束の地で                               | テレビアニメ『がくえんゆーとぴあ まなびストレート!』第11話挿入歌                                     |
| 覚悟決めや!                                        | テレビアニメ『一騎当千 Dragon Destiny』キャラクターソング                                            |
| 黙っと休み時間                                     | テレビアニメ『らき☆すた』キャラクターソング                                                          |
| 桜笑み君想う                                       | テレビアニメ『D.C.II 〜ダ・カーポII〜』挿入歌                                                        |
| 過度の期待にご用心。（もしもチアキが歌ったらVer.） | テレビアニメ『みなみけ』キャラクターソング                                                           |
| 逃しません・・・ですわ!                            | テレビアニメ『咲-Saki-』キャラクターソング                                                           |
| BE TOGETHER                                        | テレビアニメ『世紀末オカルト学院』挿入歌                                                             |
| 通し道歌                                           | テレビアニメ『境界線上のホライゾン』挿入歌                                                           |
| Because of "S"adness                               | テレビアニメ『境界の彼方』キャラクターソング                                                         |
| NAME OF FLOWER                                     | テレビアニメ『ノブナガ・ザ・フール』キャラクターソング                                               |
| My Trasure                                         | テレビアニメ『デート・ア・ライブII』第10話エンディングテーマ                                         |
| Borderless journey                                 | テレビアニメ『RAIL WARS!』第4話挿入歌                                                                |

## クレジット
| Performed by 茅原実里    | Performed by 茅原実里                                              |
| ------------------------ | ------------------------------------------------------------------ |
| Producer                 | 鈴木めぐみ（BANDAI NAMCO Arts）                                    |
| Sound Producer           | 斎藤滋（Heart Company）                                            |
| A&R                      | 手塚祐貴、笹塚崇寛（BANDAI NAMCO Arts）                            |
| Artist Management        | 宍戸菜保（HoriPro International）                                  |
| Mastering Engineer       | 袴田剛史（FLAIR）                                                  |
| Mastering at             | VICTOR STUDIO                                                      |
| Art Direction & Design   | 大浦祐介（UNITEGRAPHICA）                                          |
| Design                   | 佐野夏記（UNITEGRAPHICA）                                          |
| Photographer             | 宮脇進（Progress M）                                               |
| Stylist                  | 石川香代子（juice&juicy）                                          |
| Hair & Make-up           | 清水恵美子（maroonbrand）                                          |
| Creative Producer        | 小島冬樹（BANDAI NAMCO Arts）                                      |
| Creative Director        | 家城賢太郎、田中裕香子（BANDAI NAMCO Arts）                        |
| Sales Promotion Producer | 佐橋計（BANDAI NAMCO Arts）                                        |
| Sales Promotion          | 山本雄介、伊野香澄、壁谷瑞羽、小椋裕也（BANDAI NAMCO Arts）        |
| Promotion Producer       | 向後友紀子（BANDAI NAMCO Arts）                                    |
| Promotion                | 青木由美菜、木島美緒（BANDAI NAMCO Arts）                          |
| Promotion Desk           | 根子亜由美（BANDAI NAMCO Arts）                                    |
| Fan Club Staff           | 黒瀬和太塁、柊崎雄太(ROM SHARING)                                  |
| General Producer         | 櫻井優香（BANDAI NAMCO Arts）、金成雄文（HoriPro International）   |
| Supervisor               | 井上俊次（BANDAI NAMCO Arts）、谷田部行庸（HoriPro International） |
| Special supporters       | M-Smile Members                                                    |
| Very special thanks      | ALL FANS                                                           |

楽曲クレジット
| We are stars!      | We are stars!                              |
| ------------------ | ------------------------------------------ |
| Director           | 田之上護                                   |
| Guitar             | 神田ジョン（Heart Company）                |
| Bass               | 黒須克彦                                   |
| Strings            | 室屋光一郎ストリングス                     |
| Strings Arrange    | 秋月須清                                   |
| Recording Studio   | studio Magic Garden、Lab recorders         |
| Recording Engineer | 淺野浩信（Redefine）、守谷勝美（Redefine） |
| Recording Director | 田淵智也、田村宏樹                         |
| Mixing Engineer    | 淺野浩信（Redefine）                       |
| Mixing Studio      | Splash Sound Studio                        |